# Everton Football Club (Trinidad y Tobago)
El Everton FC es un equipo de fútbol de Trinidad y Tobago que juega en la Liga Regional de Puerto España, una de las ligas que conforman el cuarto nivel de fútbol en el país.

## Historia
Fue fundado en el año 1920 en la capital Puerto España y fue uno de los equipos más importantes de fútbol de la capital durante el periodo aficionado del fútbol en Trinidad y Tobago, en el cual ganó tres títulos de liga en la década de los años 1930, así como cuatro títulos de copa.
El club entró en decadencia cuando el fútbol de Trinidad y Tobago se volvió profesional, por lo que el club mantuvo su categoría de equipo aficionado y juega en las ligas regionales desde entonces.

## Palmarés
- Liga de Puerto España: 3[2]

1930, 1931, 1932
- Copa Trinidad y Tobago: 2[3]

1929, 1930, 1931, 1932